# This Is Music: The Singles 92–98
This Is Music: The Singles 92–98 ist ein Kompilationsalbum der britischen Band The Verve, das am 1. November 2004 über Virgin Records sowohl als CD als auch DVD veröffentlicht wurde. Es fasst die ersten 12 Singles der Band aus den Jahren 1992 bis 1998 zusammen plus zwei bis dahin unveröffentlichte Songs.

## Beschreibung
Die Kompilation wurde nach der Single This Is Music benannt. Als Albumcover wurde ein Foto aus dem Shooting zur Single She’s A Superstar ausgewählt. Die Songs All in the Mind, Slide Away und Blue wurden für die Single Collection digital überarbeitet. Die japanische Veröffentlichung enthält zusätzlich den Song I See the Door, der zuvor als B-Seite auf „On Your Own“ erschien.
Die beiden zuvor unveröffentlichten Songs This Could Be My Moment und Monte Carlo stammen aus der Entstehungsphase des Albums Urban Hymns, bevor Lead-Gitarrist Nick McCabe 1996 wieder zur Band stieß. Sie wurden daher noch ausschließlich mit Simon Tong als Ersatzgitarrist aufgenommen, der später als fünftes Mitglied bis 1999 in der Band verblieb.

## Videokompilation
Unter der gleichen Bezeichnung wurde auch eine DVD veröffentlicht. Sie enthält die europäischen Promovideos zu den ersten zwölf Singles der Band sowie die US-Version von Lucky Man. Die darüber hinaus veröffentlichten amerikanischen Promoclips zu den Songs A Man Called Sun, Blue, The Rolling People und Bitter Sweet Symphony sind dagegen nicht enthalten.

## Titelliste
1. This Is Music – 3:38
2. Slide Away – 4:06
3. Lucky Man – 4:49
4. History – 5:28
5. She’s a Superstar – 5:04
6. On Your Own – 3:36
7. Blue – 3:39
8. Sonnet – 4:24
9. All in the Mind – 4:17
10. The Drugs Don’t Work – 5:05
11. Gravity Grave – 8:21
12. Bitter Sweet Symphony – 5:59
13. This Could Be My Moment – 3:59
14. Monte Carlo – 4:58

## Kommerzieller Erfolg

### Chartplatzierungen
| ChartsChartplatzierungen     | Höchstplatzierung | Wochen |
| ---------------------------- | ----------------- | ------ |
| Österreich (Ö3)              | 59 (1 Wo.)        | 1      |
| Vereinigtes Königreich (OCC) | 15 (29 Wo.)       | 29     |

### Auszeichnungen für Musikverkäufe
| Land/Region                  | Auszeichnungen für Musikverkäufe (Land/Region, Auszeichnung, Verkäufe) | Verkäufe |
| ---------------------------- | ---------------------------------------------------------------------- | -------- |
| Brasilien (PMB)              | Platin                                                                 | 125.000  |
| Irland (IRMA)                | Gold                                                                   | 7.500    |
| Neuseeland (RMNZ)            | Gold                                                                   | 7.500    |
| Vereinigtes Königreich (BPI) | Platin                                                                 | 300.000  |
| Insgesamt                    | 2× Gold · 2× Platin ·                                                  | 440.000  |